# 斎藤直輔
斎藤 直輔（さいとう なおすけ、1923年〈大正12年〉7月24日 - 没年月日不詳）は、日本の運輸技官、気象学者。理学博士、技術士（応用理学部門）。元気象庁気象研究所予報研究部長、元上智大学理工学部教授。

## 略歴
新潟県新潟市南浜通1番町（現 新潟市中央区南浜通1番町）出身。1941年（昭和16年）3月に新潟中学校を卒業、1943年（昭和18年）9月に新潟高等学校を半年繰り上げ卒業、1946年（昭和21年）9月に東北帝国大学理学部物理学科を卒業。
仙台管区気象台、新潟工業学校教官、新潟地方気象台、東京管区気象台、気象庁予報部電子計算室予報官、気象庁予報部予報課主任予報官を経て、1974年（昭和49年）4月に気象庁気象研究所予報研究部長に就任。
1978年（昭和53年）に上智大学理工学部教授に就任、1986年（昭和61年）に退職。

## 研究・業績
- 水文気象（英語版）、数値予報、天気解析、天気予報の開発・研究を行った[2]。
- 天気解析の改善に努め、気象力学的および熱力学的方法を導入した。その結果、天気予報の現場に数値予報の技術が広く採り入れられ、天気予報技術と気象学研究が大きく発展した[11]。
- 開発途上国の数値予報の開発の指導にあたった[11]。

## 表彰
- 1975年（昭和50年）5月22日 - 1975年度日本気象学会藤原賞「力学的、熱力学的方法によるシノプティック解析の研究」[12]

## 家族
- 斎藤直紀 - 父、銀行員、日本勧業銀行新潟支店員。
- 斎藤邦輔 - 兄、銀行家、第一勧業銀行監査役・取締役、東京リース監査役、昭和石油監査役、海軍主計大尉。
- 斎藤英輔 - 弟、キリスト教徒[13]。1947年（昭和22年）9月に東京大学理学部動物学科を卒業後、自殺した[14]。

## 著作物

### 著書
- 『雨量予報序論』気象協会、1957年。
- 『天気分析試論』日本気象学会〈気象研究ノート 第102号〉、1969年。
- 『天気解析』日本気象学会〈気象研究ノート 第137号〉、1979年。
- 『天気図の歴史 ストームモデルの発展史』東京堂出版〈気象学のプロムナード 5〉、1982年。

### 訳書
- 『境界層の気候』ティモシー・オーク（ポーランド語版）[著]、新田尚[共訳]、朝倉書店、1981年。
- 『ディープ・エコロジーとは何か エコロジー・共同体・ライフスタイル』アルネ・ネス[著]、開龍美[共訳]、文化書房博文社〈ヴァリエ叢書 4〉、1997年。

### 論文
- CiNii収録論文 - CiNii